# شاندرا مايور
شاندرا مايور (بالإنجليزية: Chandra Mayor)‏ (1973، وينيبيغ في كندا)؛ كاتِبة وشاعرة كندية.